# Service-Dominant Logic
Die Service-Dominant Logic (S-D Logic oder auch dienstaustauschzentrierte Logik) ist ein Ansatz zur Untersuchung und Erklärung von Wertschöpfung in Netzwerken. Die der S-D Logic zugrunde liegende Idee ist, dass alle Akteure ihre Kompetenzen zum Nutzen anderer anwenden und gegenseitig von den angewandten Kompetenzen anderer durch den Austausch von Diensten für Dienste profitieren (Ko-Wertschöpfung). Damit steht die S-D Logic im Kontrast zur neoklassischen Goods-Dominant Logic (G-D Logic bzw. güter- und dienstleistungszentrierte Logik) und vereint die in der Forschung getrennten Sichtweisen auf physische Produkte und Dienstleistungen.

## Annahmen der S-D Logic
Die S-D Logic bietet eine Perspektive, in der ein Dienst (Service) die grundlegende Basis ökonomischen Handels darstellt und Wert durch die Integration der Ressourcen der beteiligten Akteure in der Nutzung entsteht (Gebrauchswert, value-in-use). Damit unterscheidet sich die S-D Logic von der G-D Logic, die von der Wertschöpfung in unterschiedlichen Produktions- bzw. Erstellungsstufen und der Bindung des Wertes (sichtbar im Tauschwert, value-in-exchange) in einem Produkt oder einer Dienstleistung ausgeht. Aus Sicht der S-D Logic dienen Güter und Dienstleistungen lediglich als Vehikel zum Transport und zur Erbringung von Diensten, welche in der Anwendung in Form von Ko-Wertschöpfung (co-creation of value) ihren Wert entfalten.

## Fundamentale Prämissen
Die S-D Logic fußt auf elf fundamentalen Prämissen (FP), von denen acht im ursprünglichen Artikel von Vargo und Lusch 2004 erschienen, weitere 2008 ergänzt und später zu Axiomen zusammengefasst wurden (Vargo und Lusch 2004, 2008 und 2016).
|            | Fundamentale Prämisse                                                                                                 | Erklärung |
| ---------- | --- | --- |
| FP1 (AX1)  | Dienste sind die grundlegende Basis des Austausches                                                                   | Durch Anwendung operanter Ressourcen (Wissen und Fertigkeiten) entstehen Dienste, welche Basis aller Austausche sind. Dienste werden für Dienste eingetauscht.                                                   |
| FP2        | Indirekter Austausch maskiert die grundlegende Basis des Austausches                                                  | Weil Dienste durch eine komplexe Verbindung von Gütern, Geld und Institutionen erbracht werden, sind Dienste als Basis des Austausches nicht direkt ersichtlich.                                                 |
| FP3        | Güter sind Vertriebsmechanismen für Dienstleistungen                                                                  | Güter (sowohl beständige als auch unbeständige) entfalten ihren Wert durch Nutzen – jenen Dienst den sie leisten.                                                                                                |
| FP4        | Operante Ressourcen sind die grundlegende Quelle von Wettbewerbsvorteilen                                             | Die unterschiedlichen Fähigkeiten einen gewünschten Wandel herbeizuführen treiben den Wettbewerb an. |
| FP5        | Sämtliche Ökonomien sind Dienstleistungsökonomien                                                                     | Dienste werden offensichtlicher mit zunehmender Spezialisierung und Auslagerung. |
| FP6 (AX2)  | Der Kunde ist immer Mitgestalter der Wertschöpfung                                                                    | Impliziert Wertschöpfung als wechselseitigen Prozess. |
| FP7        | Ein Unternehmen kann keinen Nutzen liefern, sondern nur ein Nutzenversprechen abgeben                                 | Unternehmen können ihre Ressourcen nutzbringend einbringen und kollaborativ mit Kunden, welche das Nutzenversprechen annehmen, den entstehenden Wert abschöpfen. Unternehmen können allein keine Werte schaffen. |
| FP8        | Eine service-zentrierte Perspektive ist von sich aus stets kundenbezogen und relational                               | Da Dienste im Sinne von kundenseitigen Nutzen definiert sind und gemeinsam geschaffen werden, sind sie von sich aus kundenbezogen und relational.                                                                |
| FP9 (AX3)  | Alle sozialen und ökonomischen Akteure sind Integratoren von Ressourcen                                               | Impliziert den Kontext von Wertschöpfung über Netzwerke als Ressourcenvehikel. |
| FP10 (AX4) | Nutzen wird ausschließlich und phänomenologisch von dem Begünstigten bestimmt                                         | Nutzen ist eigentümlich, auf subjektiver Erfahrung beruhend, kontextabhängig und bedeutungsbeladen. |
| FP11 (AX5) | Die Wertschöpfungskooperation wird durch akteurgenerierte Institutionen und institutionelle Arrangements koordiniert. | |

## Beispiel
Ein Kühlschrank ist als Produkt alleine nicht werthaltig, sondern entfaltet erst bei korrekter Anwendung und unter Zufuhr von Energie bei der Kühlung von Lebensmitteln einen Wert, der sowohl in der Kühlung als auch in einer (temporären) Versorgungssicherheit liegt. Nutzende (etwa Eltern und ihre Kinder) müssen also ihren Beitrag leisten (Ko-Wertschöpfung), wozu sie ihrerseits Ressourcen einbringen. Im Sinne der S-D Logic verkauft die Herstellerin des Kühlschrankes kein Produkt, sondern erbringt über das Produkt einen Dienst.

## Forschung
Der ursprüngliche Artikel von Vargo und Lusch aus dem Jahr 2004 wurde bislang über 16.000-mal zitiert und in zahlreichen Publikationen diskutiert und aufgegriffen. Die S-D Logic ist heute Gegenstand von Unternehmenspraxis und des akademischen Diskurses in unterschiedlichsten Fachbereichen der Sozial- und Geisteswissenschaften (z. B. Marketing, Logistik, Wirtschaftsinformatik).
Aus ihrer Analyse von mehr als 1.700 S-D Logic-Publikationen extrahieren Ehrenthal, Gruen and Hofstetter (2021) die folgenden grundlegenden Ansätze und Qualitätskriterien für S-D Logic-Forschung:
| Forschungsziel               | Anwendung | Erweiterung | Validieren |
| ---------------------------- | --- | --- | --- |
| Spezifisches Ziel            | S-D logic auf ein bestimmtes Phänomen, Problem etc. anwenden | Erweiterung einer Theorie, eines Konzepts oder eine Methode unter Verwendung der S-D logic | Validieren einer Theorie, eines Konzepts oder eine Methode unter Verwendung der S-D logic |
| Art der Forschung            | Konzeptionell | Konzeptionell/empirisch | Empirisch |
| Verankerung in der S-D Logic | Überführung des Phänomens / Problems in die S-D Logic unter Verwendung aller FP, in der Regel beginnend mit FP6, Hervorheben zentraler FP nach Bedarf                                                                                                | Identifikation und Überwinden von Grenzen der G-D Logic durch Verwendung der S-D Logik, Verwendung aller FP, Hervorheben zentraler FP nach Bedarf, besondere Beachtung von FP1                                                                       | Ganzheitliche Verankerung und Beschreibung der Forschung (Problem, Methode und Daten) unter Verwendung aller FP |
| Grundlegende Ansätze         | Kontrastieren der G-D und S-D Logic in Bezug auf das zu untersuchende Phänomen / Problem, um aus dem identifizierten Delta neue Erkenntnisse zu gewinnen                                                                                             | Kontrastieren der G-D und S-D Logic, um limitierende Faktoren (z. B. Rahmen- und Randbedingungen) der G-D Logic zu identifizieren und zu eliminieren                                                                                                 | Kontrastieren der G-D und S-D Logic, um rivalisierende, testbare Hypothesen aufzustellen und um zu testen, welcher Ansatz die genaueren Aussagen / Vorhersagen ermöglicht                                                                            |
| Terminologie                 | Definition der minimal erforderlichen S-D Logic-Terminologie Vermeidung der Verwendung von G-D Logic-Terminologie (z. B. „Endkundinnen“) | Definition der minimal erforderlichen S-D Logic-Terminologie Vermeidung der Verwendung von G-D Logic-Terminologie (z. B. „Endkundinnen“) | Definition der minimal erforderlichen S-D Logic-Terminologie Vermeidung der Verwendung von G-D Logic-Terminologie (z. B. „Endkundinnen“) |
| Objektbezogener Beitrag      | Explizite Angabe des Kernbeitrags / Wertes der Anwendung der S-D Logic Welche neuen Aspekte werden mittels S-D Logic aufgedeckt und wie? Was sind die Implikationen der S-D Logic und für wen haben sie welche Bedeutung?                            | Explizite Angabe des Kernbeitrags / Wertes der Anwendung der S-D Logic Welche neuen Aspekte werden mittels S-D Logic aufgedeckt und wie? Was sind die Implikationen der S-D Logic und für wen haben sie welche Bedeutung?                            | Explizite Angabe des Kernbeitrags / Wertes der Anwendung der S-D Logic Welche neuen Aspekte werden mittels S-D Logic aufgedeckt und wie? Was sind die Implikationen der S-D Logic und für wen haben sie welche Bedeutung?                            |
| Konzeptioneller Beitrag      | Wie unterscheidet sich die S-D Logic von der bisherigen Logik im betreffenden Forschungsfeld? Führt die S-D Logic zu anderen Ergebnisse, Vorhersagen etc. und wie? Wie ändern sich die vorherrschenden Konstrukte etc. bei Verwendung der S-D Logic? | Wie unterscheidet sich die S-D Logic von der bisherigen Logik im betreffenden Forschungsfeld? Führt die S-D Logic zu anderen Ergebnisse, Vorhersagen etc. und wie? Wie ändern sich die vorherrschenden Konstrukte etc. bei Verwendung der S-D Logic? | Wie unterscheidet sich die S-D Logic von der bisherigen Logik im betreffenden Forschungsfeld? Führt die S-D Logic zu anderen Ergebnisse, Vorhersagen etc. und wie? Wie ändern sich die vorherrschenden Konstrukte etc. bei Verwendung der S-D Logic? |
| Methodischer Beitrag         | Können mittels S-D Logic methodische Herausforderungen bewältigt werden und wie? Wie verändert die S-D-Logic die Art und Weise, wie methodisch vorgegangen wird? Wie ermöglicht die S-D Logic methodische Fortschritte?                              | Können mittels S-D Logic methodische Herausforderungen bewältigt werden und wie? Wie verändert die S-D-Logic die Art und Weise, wie methodisch vorgegangen wird? Wie ermöglicht die S-D Logic methodische Fortschritte?                              | Können mittels S-D Logic methodische Herausforderungen bewältigt werden und wie? Wie verändert die S-D-Logic die Art und Weise, wie methodisch vorgegangen wird? Wie ermöglicht die S-D Logic methodische Fortschritte?                              |
| Beitrag zur S-D Logik        | Wie bringt die vorliegende Forschung die S-D Logic selbst voran (Rückkoppelung)? Wie verändert sich Denken und Handeln durch die Anwendung der S-D Logic (in Forschung und Praxis)?                                                                  | Wie bringt die vorliegende Forschung die S-D Logic selbst voran (Rückkoppelung)? Wie verändert sich Denken und Handeln durch die Anwendung der S-D Logic (in Forschung und Praxis)?                                                                  | Wie bringt die vorliegende Forschung die S-D Logic selbst voran (Rückkoppelung)? Wie verändert sich Denken und Handeln durch die Anwendung der S-D Logic (in Forschung und Praxis)?                                                                  |

## Weiterführende Literatur
- Abela, A. V., and Murphy, P. E. (2008). Marketing with integrity: ethics and the service-dominant logic for marketing. Journal of the Academy of Marketing Science, 36(1), 39–53.
- Akaka, M. A., Vargo, S. L., and Lusch, R. F. (2013). The Complexity of Context: A Service Ecosystems Approach for International Marketing. Journal of International Marketing, 21(4), 1-20. doi:10.1509/jim.13.0032
- Alter, S. (2010). Viewing systems as services: a fresh approach in the IS field. Communications of the association for information systems, 26(1), 196–224.
- Arnould, E. J. (2007). Service-dominant logic and consumer culture theory: Natural allies in an emerging paradigm. In R. Belk, W. and J. Sherry Jr, F. (Eds.), Research in Consumer Behavior: Consumer Culture Theory (Vol. 11, pp. 57–78). Oxford, UK: JAI Press, Elsevier.
- Ballantyne, D., and Aitken, R. (2007). Branding in B2B markets: insights from the service-dominant logic of marketing. Journal of Business & Industrial Marketing, 22(6), 363–371.
- Bettencourt, L. A., Lusch, R. F., and Vargo, S. L. (2014). A Service Lens on Value Creation. California Management Review, 57(1), 44–66.
- Boorsma, M. (2006). A strategic logic for arts marketing: Integrating customer value and artistic objectives. International Journal of Cultural Policy, 12(1), 73–92.
- Chandler, J. D., and Vargo, S. L. (2011). Contextualization and value-in-context: How context frames exchange. Marketing Theory, 11(1), 35–49.
- FitzPatrick, M., Davey, J., Muller, L., and Davey, H. (2013). Value-creating assets in tourism management: Applying marketing's service-dominant logic in the hotel industry. Tourism Management, 36(June), 86–98.
- Flint, D. J., and Mentzer, J. T. (2006). Striving for integrated value chain management given a service-dominant logic for marketing. In R. F. Lusch and S. L. Vargo (Eds.), The service-dominant logic of marketing: Dialog, debate, and directions (pp. 139–149). Armonk, New York: ME Sharpe.
- Gronroos, C. (2006). Adopting a Service Logic for Marketing, Marketing Theory, 6 (3), 317–333.
- Gronroos, C. (2011). Value co-creation in service logic: A critical analysis, Marketing Theory, 11(3), 279–301.
- Hardyman, W., Daunt, K. L., and Kitchener, M. (2015). Value co-creation through patient engagement in health care: a micro-level approach and research agenda. Public Management Review, 17(1), 90-107.
- Karpen, I. O., Bove, L. L., & Lukas, B. A. (2012). Linking service-dominant logic and strategic business practice: A conceptual model of a service-dominant orientation. Journal of Service Research, 15(1), 21–38.
- Karpen, I. O., Bove, L. L., Lukas, B. A., & Zyphur, M. J. (2015). Service-dominant orientation: measurement and impact on performance outcomes. Journal of Retailing, 91(1), 89-108.
- Layton, R. A. (2011). Towards a theory of marketing systems. European Journal of Marketing, 45(1/2), 259–276.
- Luca, N. R., Hibbert, S., and McDonald, R. (2015). Towards a service-dominant approach to social marketing. Marketing Theory.
- Lusch, R. and S. Vargo (2006). Service Dominant Logic: Reactions, Reflections, and Refinements, Marketing Theory 6 (3), 281–288.
- Lusch, R. F., and Vargo, S. L. (2014). Service-dominant logic: Premises, perspectives, possibilities. New York: Cambridge University Press.
- Lusch, R.F., Vargo, S.L and O’Brien, M. (2007). Competing Through Service: Insights from Service-Dominant Logic, Journal of Retailing 83(1), 5-18.
- Lusch, R.F., Vargo, S.L and Wessels, G. (2008). Toward a Conceptual Foundation for Service Science: Contributions from Service-Dominant Logic," IBM Systems Journal 47(January–March), 5-14.
- Lusch, R.F., Vargo, S.L and Tanniru, M. (2010). Service, value networks and learning (Memento vom 16. Mai 2011 im Internet Archive; PDF), Journal of the Academy of Marketing Science 38(1), 19–31.
- Lusch, R.F. (2011). Reframing Supply Chain Management: A Service-Dominant Logic Perspective, Journal of Supply Chain Management, 47, 14–18.* Maglio, P. P., Vargo, S. L., Caswell, N. and Spohrer, J. (2009). The service system is the basic abstraction of service science. Information Systems and e-Business Management, 7(4), 395–406.
- Merz, M. A., He, Y., and Vargo, S. L. (2009). The evolving brand logic: a service-dominant logic perspective. Journal of the Academy of Marketing Science, 37(3), 328–344.
- Michel, S., Brown, S. W., and Gallan, A. S. (2008). An expanded and strategic view of discontinuous innovations: deploying a service-dominant logic. Journal of the Academy of Marketing Science, 36(1), 54–66.
- North, D. C. (1990). Institutions, institutional change, and economic performance. Cambridge: Cambridge University Press.
- Osborne, S. P., Radnor, Z., and Nasi, G. (2013). A new theory for public service management? Toward a (public) service-dominant approach. The American Review of Public Administration, 43(2), 135–158.
- Rehman, M., Dean, A. M., and Pires, G. D. (2012). A research framework for examining customer participation in value co-creation: Applying the service dominant logic to the provision of living support services to oncology day-care patients. International Journal of Behavioural and Healthcare Research, 3(3-4), 226–243.
- Russell-Bennett, R., Wood, M., and Previte, J. (2013). Fresh ideas: services thinking for social marketing. Journal of Social Marketing, 3(3), 223–238.
- Scott, W. R. (2001). Institutions and organizations. Thousand Oaks: Sage.
- Shostack, G. L. (1977). 'Breaking Free from Product Marketing'. (PDF) Ehemals im Original (nicht mehr online verfügbar); abgerufen am 18. Dezember 2022. (Seite nicht mehr abrufbar. Suche in Webarchiven), Journal of Marketing, 41(April), 73–80.
- Tokman, M., and Beitelspacher, L. S. (2011). Supply chain networks and service-dominant logic: suggestions for future research. International Journal of Physical Distribution & Logistics Management, 41(7), 717–726.
- Vargo, S. L., and Lusch, R. F. (2008) From goods to service(s): Divergences and convergences of logics, Industrial Marketing Management, 37(3), 254–259.
- Vargo, S. L., and Lusch, R. F. (2008) Why Service, Journal of the Academy of Marketing Science, 36(Spring), 25–38.
- Vargo, S. L., and Lusch, R. F. (2011). It's all B2B...and beyond: Toward a systems perspective of the market. Industrial Marketing Management, 40(2), 181–187.
- Vargo, S. L., Maglio, P. P., and Akaka, M. A. (2008). On value and value co-creation: A service systems and service logic perspective. European Management Journal, 26(3), 145–152.
- Wieland, H., Koskela-Huotari, K., and Vargo, S. L. (2016). Extending actor participation in value creation: an institutional view. Journal of Strategic Marketing, 24(3-4), 210–226.
- Yazdanparast, A., Manuj, I., and Swartz, S. M. (2010). Co-creating logistics value: a service-dominant logic perspective. The International Journal of Logistics Management, 21(3), 375–403.